# Dead Star/In Your World
«Dead Star/In Your World» — сингл британской альтернативной рок-группы Muse с их первого концертного альбома Hullabaloo. Был выпущен на 7" виниле и CD 17 июня 2002. В качестве B-sides на сингл помещены треки «Futurism», первоначально вышедший на японском релизе «Origin of Symmetry» и кавер на песню Фрэнки Вэлли «Can't Take My Eyes Off You».

Двойной-сингл «Dead Star/In Your World» является единственным выпущенным синглом с альбома Hullabaloo. Сингл достиг тринадцатой строки британского чарта. Во Франции и Японии сингл был выпущен как EP (Мини-альбом). 

На песню "Dead Star" было снято два клипа. Первая версия - это видеозапись концертного исполнения песни, а также таких моментов в истории группы, как крушение музыкальных инструментов на концертах и многое другое. Вторая версия представляет собой клип, сделанный в заброшенном помещении, где Muse исполняют зту песню.
Клип на «In Your World» представляет собой видеозапись концертного исполнения, снятую и смонтированную Мэттом Аскемом. Видео значительно короче, чем сингловая версия.

## Список композиций
7" винил:
1. «In Your World» — 2:28
2. «Dead Star» — 3:33

CD1 «Dead Star»/«In Your World»:
1. «Dead Star» — 3:33
2. «In Your World» — 2:37
3. «Futurism» — 3:27
4. «Dead Star» (видео)

CD2 «In Your World»/«Dead Star»:
1. «In Your World» — 2:28
2. «Dead Star» — 3:33
3. «Can’t Take My Eyes Off You» — 3:26
4. «In Your World» (видео)

EP (Франция):
1. «Dead Star»
2. «In Your World»
3. «Futurism»
4. «Can’t Take My Eyes Off You»
5. «Dead Star (инструментальная версия)»
6. «Dead Star» (видео)
7. «In Your World» (видео)

EP (Япония):
1. «Dead Star»
2. «In Your World»
3. «Can’t Take My Eyes Off You»
4. «In Your World (концертная версия)»
5. «Dead Star (концертная версия)»